# Rhagoletis juglandis
Rhagoletis juglandis är en tvåvingeart som beskrevs av Cresson 1920. Rhagoletis juglandis ingår i släktet Rhagoletis och familjen borrflugor. Inga underarter finns listade i Catalogue of Life.